# Kemija u 2013.
◄◄ | ◄ | 2010. | 2011. | 2012. | 2013.  | 2014. | 2015. | 2016. | ► | ►►
Arhitektura • Astronautika • Astronomija • Biologija • Film • Fotografija • Glazba • Kazalište • Kemija • Kiparstvo • Knjige • Književnost • Kršćanstvo • Meteorologija • Medicina • Planinarstvo • Politika • Pravo • Promet • Slikarstvo • Strip • Šport • Televizija • Znanost • Zrakoplovstvo • Željeznički promet
Kemija u 2013.

## Svijet

### Nagrade i priznanja
- Nobelova nagrada za kemiju:

### Smrti
- 19. studenoga − Frederick Sanger, britanski biokemičar i kemičar (* 1918.)

## Vanjske poveznice
|  | Zajednički poslužitelj ima još gradiva o temi Kemija u 2013. |